# 徽章

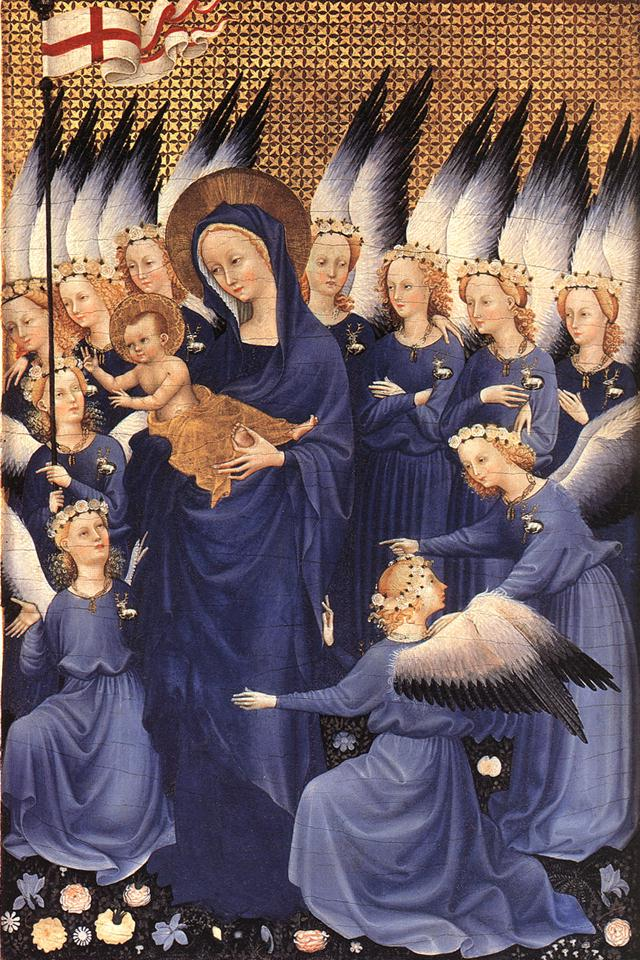
威爾頓雙聯畫（約1395–1399年）中天使佩戴的白鹿徽章，為英王理查二世的個人標誌

烏茲別克斯坦國徽

虛構的艾爾家族家徽

徽章（Emblem，又稱寓意画、象徵物）是一種抽象或具象的圖像表徵，用以代表某種概念（如道德真理）、寓言或特定人物（如君主或聖人）。

## 徽章與符號的區別

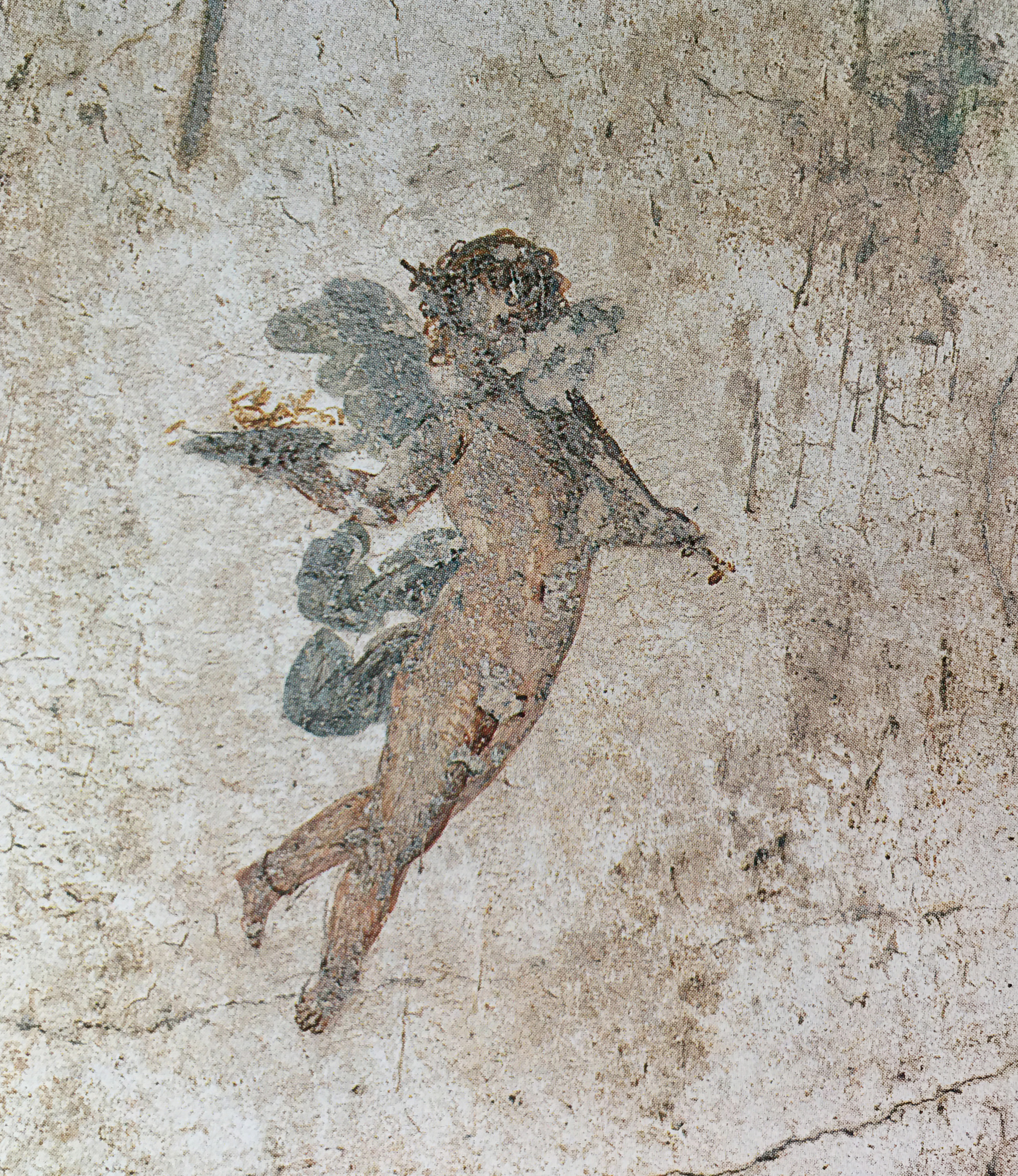
龐貝城拿坡里王子之家北牆上的宴會廳徽章

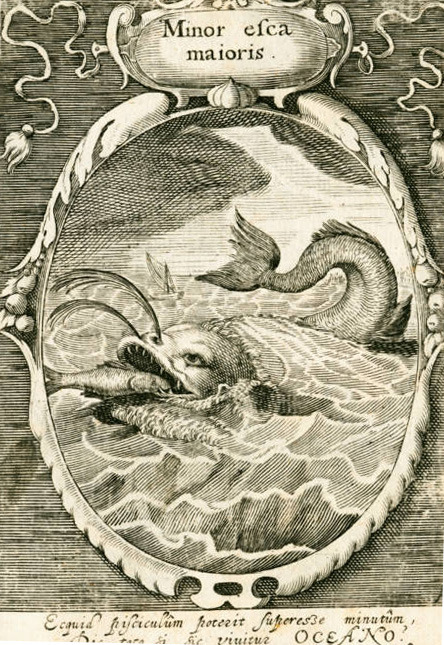
「大魚吃小魚」，161年寓意畫冊中的政治徽章

儘管「徽章」（emblem）與「符號」（symbol）常被混用，但徽章特指用於代表思想或個體的固定圖案。徽章以具體視覺形式呈現抽象概念，如神祇、部落、民族或美德與惡習。
徽章可佩戴或作為識別性標章使用。例如美國警察的金屬徽章代表個人身份，而制服上的織紋徽章則標示所屬單位。中世紀朝聖者佩戴真實或金屬製的扇貝殼（聖雅各的象徵），以表明前往聖地亞哥-德孔波斯特拉的旅程。中世紀聖人常有其專屬徽章，用於藝術作品中辨識身份：如聖加大肋納的輪或劍、聖安當的豬與小鈴鐺，這些也被稱為聖像標記（attributes）。君主與顯貴則發展出有別於家族紋章的個人標誌，著名者如路易十四的太陽、法蘭索瓦一世的火蜥蜴、理查三世的野豬，以及曼努埃爾一世的渾天儀。15至16世紀意大利興起製作大型紀念章風潮，正面為肖像，反面為徽章，作為友誼或外交贈禮，皮薩內洛即為此類作品的早期大師。
符號則以更直接的方式替代事物：
- 十字架是耶穌受難的符號，同時為犧牲精神的徽章
- 紅十字是國際紅十字與紅新月運動三大標誌之一[2]，白底紅十字為人道主義精神的徽章
- 新月形狀是月亮的符號，也是伊斯蘭教的徽章
- 骷髏畫為毒物警示符號[3]，骷髏本身則是生命無常的徽章

## 相關術語

愛沙尼亞國徽，以三頭行獅為國家徽章

圖騰特指表達氏族精神的動物徽章。紋章學中的徽章稱為紋章圖記（charges），如行獅為英格蘭徽章，躍立獅為蘇格蘭徽章。
圖標（icon）原指宗教圖像，後經慣例標準化；商標（logo）則是非個人化的世俗圖標，通常代表企業實體。

## 歷史中的徽章
15世紀起，「徽章」（emblema，源自古希臘語「ἔμβλημα」，意為「浮雕裝飾」）與「emblematura」成為建築術語，指附著於建築的繪畫或雕塑象徵，與銘文同屬建築裝飾（ornamenta）。自萊昂·巴蒂斯塔·阿爾伯蒂（1404–1472）仿照維特魯威《建築十書》撰寫《論建築》（1452年）後，徽章被聯繫到埃及象形文字，被視為失落的通用語言。文藝復興時期對徽章的認知不僅包含希臘羅馬古物，還涵蓋埃及古物，16至17世紀羅馬大量建造的方尖碑即為明證。

宏都拉斯科潘瑪雅城邦的徽章圖騰，由亞什庫克莫王朝設立

在前哥倫布時期的美洲亦發現徽章使用證據，如瑪雅城邦、王國乃至阿茲特克與印加帝國等政體。這些美洲徽章的功能與世界其他地區並無二致，實質等同於其領土實體的紋章。
1531年意大利法學家安德烈亞·阿爾恰托在奧格斯堡出版首部寓意畫冊《Emblemata》，引發西歐持續兩世紀的徽章熱潮。 此類徽章通過圖文結合進行道德教諭，引導讀者反思生活。複雜的徽章組合能向文化背景相通的觀者傳遞信息，此為16世紀矯飾主義藝術的特徵。
弗朗西斯·夸爾斯1635年出版的徽章集為流行範例，每幅徽章包含經文段落（以華麗修辭改寫）、教父著作摘錄及四行警句，配圖則呈現經文中的象徵物。

## 肢體徽章
肢體徽章指具有特定文化意涵的手勢。例如揮手表示「問候」而無需言語。

### 肢體徽章與手語區別
手語雖以手勢進行非言語交流，但不同於肢體徽章。手語具備語言學特徵（如動詞、名詞、副詞等結構），能傳達完整對話；肢體徽章僅為單一手勢，用於傳遞簡短訊息。

## 文化中的徽章
徽章意涵具文化專屬性。例如拇指與食指圈起的OK手勢在美國表示「沒問題」，在日本意指「金錢」，在南歐部分國家則帶有性暗示。 而豎大拇指在美國為「做得棒」，在中東某些地區卻是嚴重侮辱。

### 延伸閱讀
- Emblematica Online. （页面存档备份，存于） 伊利諾大學厄巴納-香檳分校圖書館。1,388本寓意畫冊複本。
- 莫斯利, 查爾斯, 《徽章世紀：文藝復興徽章導論》（奧爾德肖特：Scolar出版社，1989）

## 外部連結
- Camerarius, Joachim (1605) Symbolorum & emblematum 的存檔，存档日期2020-07-31. - 琳達·霍爾圖書館網站提供的徽章書數位複本